# Lê Duy Phường
Lê Duy Phường (chữ Hán: 黎維祊, 1709 – 1735) hay Vĩnh Khánh Đế hoặc Hôn Đức công, là vị Hoàng đế thứ 12 của nhà Lê Trung hưng và thứ 23 của triều Hậu Lê trong lịch sử Việt Nam.

## Thân thế
Lê Phế Đế tên thật là Lê Duy Phường, là con trai thứ, đồng thời là đích tử của vua Lê Dụ Tông và Hoàng hậu Trịnh Thị Ngọc Trang hay Trịnh Thị Ngọc Phúc, con gái Đề quận công Trịnh Lan. Về thứ thì Trịnh thị là cô họ của Chúa Trịnh Cương. Do xuất thân như thế nên ông được lập làm Thái tử tháng 4 năm 1729, thay cho anh trưởng là Duy Tường. Năm đó, Lê Duy Phường 21 tuổi.
Cùng tháng đó, do tác động của Trịnh Cương, Lê Dụ Tông lui về điện Càn Thọ làm Thái thượng hoàng, truyền ngôi cho Duy Phường. Lê Duy Phường lên ngôi vua, đặt niên hiệu là Vĩnh Khánh (永慶), tôn mẹ làm Trịnh Thái hậu, vợ ông cũng là con gái họ Trịnh được lập làm Hoàng hậu, ban lời chiếu khá dài nói về công lao sáng lập của Thái Tổ, khôi phục văn miếu của Thái Tông, ưa chuộng Nho học của Nhân Tông, công cuộc thịnh trị của Thánh Tông, nối nghiệp vững vàng của Hiến Tông và Túc Tông, công cuộc trung hưng vương triều và vai trò của nhà Trịnh rồi rộng ban 5 ân điển cho thần dân cả nước.

## Bị phế
Tháng 10 năm 1729, Trịnh Cương mất, con là Trịnh Giang lên nối ngôi.
Cũng như các đời trước, vua Vĩnh Khánh không có thực quyền. Việc điều hành triều chính do Trịnh Giang định đoạt. Trịnh Giang biết cha từng có ý thay ngôi Thế tử của mình, bèn giết Nguyễn Công Hãng vì Công Hãng từng đề nghị Trịnh Cương việc đó. Trịnh Giang còn mang ý định thay đổi ngôi vua do Trịnh Cương đã sắp đặt để ra oai với thần hạ.
Năm 1731, Thượng hoàng Lê Dụ Tông qua đời. Năm 1732, vua Vĩnh Khánh bị ép ra ở cung riêng. Những thứ cung đốn cho vua dùng đều bị Trịnh Giang hạ lệnh xén bớt đi. Về việc này, sách Lê sử tục biên chép là do nhà vua hoang dâm càn rỡ không kiêng kị gì, chúa Trịnh chưa nỡ phế, chỉ đưa ra ở cung riêng. Nhưng tính xấu vẫn chưa bỏ được, lại tư thông với phi tần của Trịnh Cương, nên các đại thần cùng nhau liên danh xin phế truất nhà vua.
Tháng 8 năm 1732, Trịnh Giang vu cho vua Vĩnh Khánh tư thông với vợ Trịnh Cương, rồi phế bỏ ông làm Hôn Đức công (昏德公), phế Thái hậu Trịnh Thị Ngọc Trang làm Quận quân; lập con trưởng của Dụ Tông (anh cả của Duy Phường) là Lê Duy Tường lên ngôi, tức là Lê Thuần Tông. Duy Phường bị dời đến ở một ngôi nhà ở bên ngoài. Lúc đó ông 24 tuổi.

## Bị hại
Tháng 4 năm 1735, vua anh Lê Thuần Tông mất. Trịnh Giang lập em Duy Phường là Lê Duy Thận làm vua, tức là Lê Ý Tông.
Tháng 9 năm 1735, Trịnh Giang sai người thắt cổ giết Lê Duy Phường. Năm đó ông 27 tuổi.
Đến năm Vĩnh Hựu thứ 6 (1740) thời vua Lê Ý Tông, Trịnh Giang bị truất, Trịnh Doanh lên làm Chúa, mới cho làm lễ chiêu hồn vua Vĩnh Khánh, táng ở xã Kim Lũ, huyện Thanh Trì (tục gọi làng Lũ, nay thuộc phường Đại Kim, quận Hoàng Mai, Hà Nội).

## Gia quyến
- Thân phụ:  Lê Dụ Tông
- Thân mẫu: Hoàng hậu Trịnh Thị Ngọc Trang

### Hậu phi
| STT | Danh hiệu | Tên                | Sinh mất | Cha | Ghi chú |
| --- | --------- | ------------------ | -------- | --- | ------- |
| 1   | Hoàng Hậu | Trịnh Thị Ngọc Nhu | ? - ?    |     |         |

### Hậu duệ
| STT | Danh hiệu       | Tên         | Sinh mất | Mẹ                           | Ghi chú |
| --- | --------------- | ----------- | -------- | ---------------------------- | ------- |
| 1   | Hoàng trưởng tử | Lê Duy Diệu | ? - ?    | Hoàng hậu Trịnh Thị Ngọc Nhu |         |
| 2   | Hoàng nhị tử    | Lê Duy Hiên | ? - ?    | Hoàng hậu Trịnh Thị Ngọc Nhu |         |